# Plewianka
Plewianka – struga, prawobrzeżny dopływ Potoku Junikowskiego o długości 4,8 km i powierzchni zlewni 5,5 km². 

## Charakterystyka
Potok przepływa głównie przez Poznań. Jego źródła zlokalizowane są w Skórzewie (rejon ul. Dębowej). Przepływa przez mocno zurbanizowane tereny Plewisk, Osiedla Kwiatowego i Fabianowa. W obszarze źródliskowym płynie na piaskach i iłach, okresowo zabagnionych. Uchodzi do Junikowskiego Strumienia na terenie Szacht. 
Odprowadza wody z terenów zabagnionych, silnie pozarastanych, często długotrwale stojących. W latach 90. XX wieku licznie występowały w tym rejonie dzikie wysypiska śmieci, co miało katastrofalny wpływ na czystość wód Plewianki (odprowadzano tu także ścieki z pobliskiego Poldrobu).